# Ostfriesisches Feldartillerie-Regiment Nr. 62
Das Ostfriesische Feldartillerie-Regiment Nr. 62 war ein Artillerieverband der Preußischen Armee im Deutschen Kaiserreich.

## Traditionen der Stammbatterien

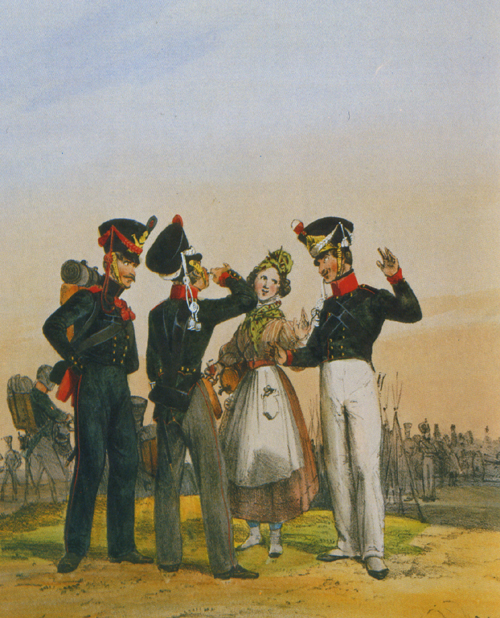
Oldenburgischer Artillerist (links) Lübecker und Bremer Infanterist (Mitte und rechts) der oldenburgisch-Hanseatische Brigade um 1830

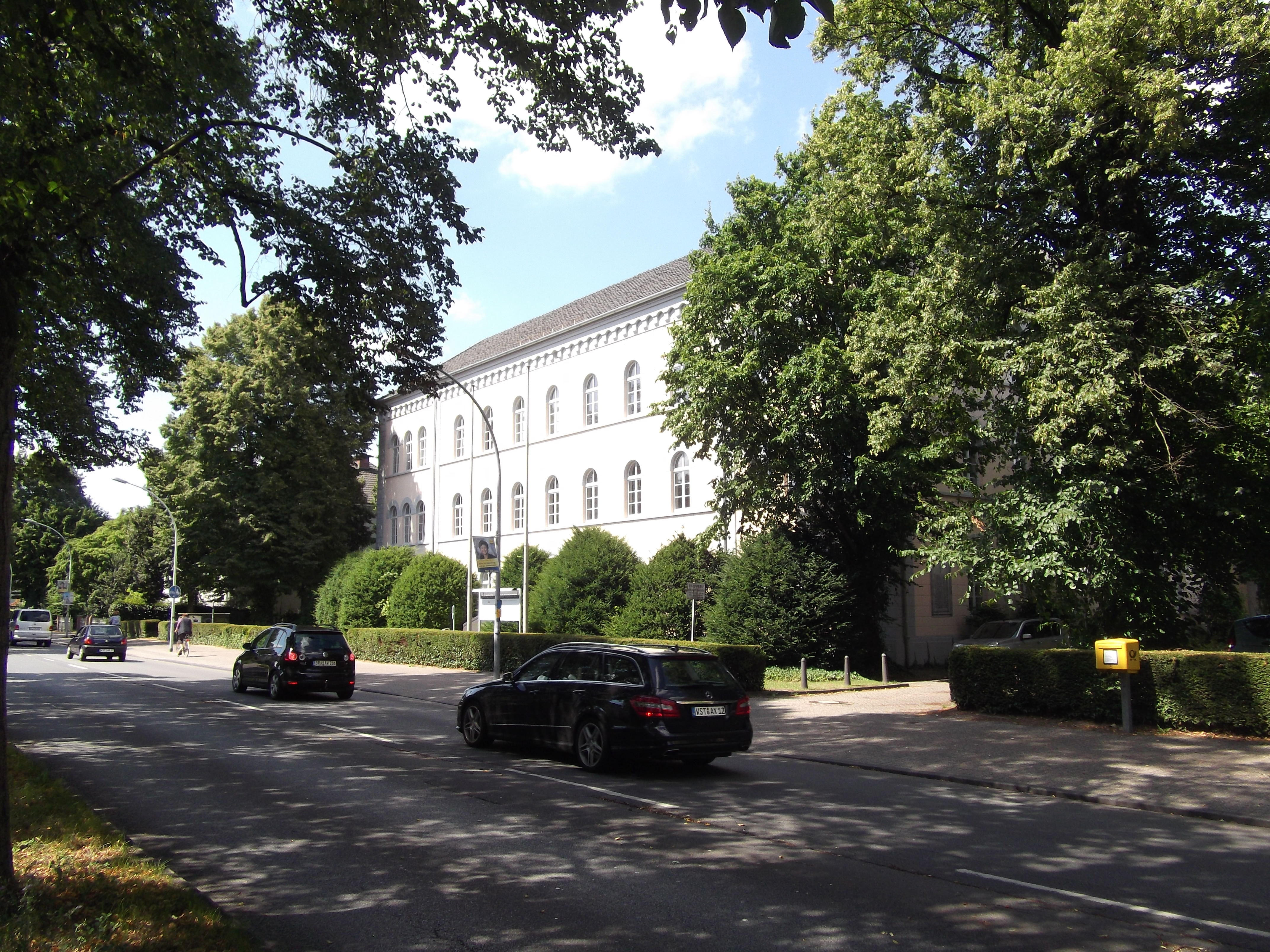
Artillerie-Kaserne Oldenburg von 1847

Im Feldartillerie-Regiment Nr. 62 wurden die Traditionen der 1830 gegründeten oldenburgischen Artillerie weitergeführt.

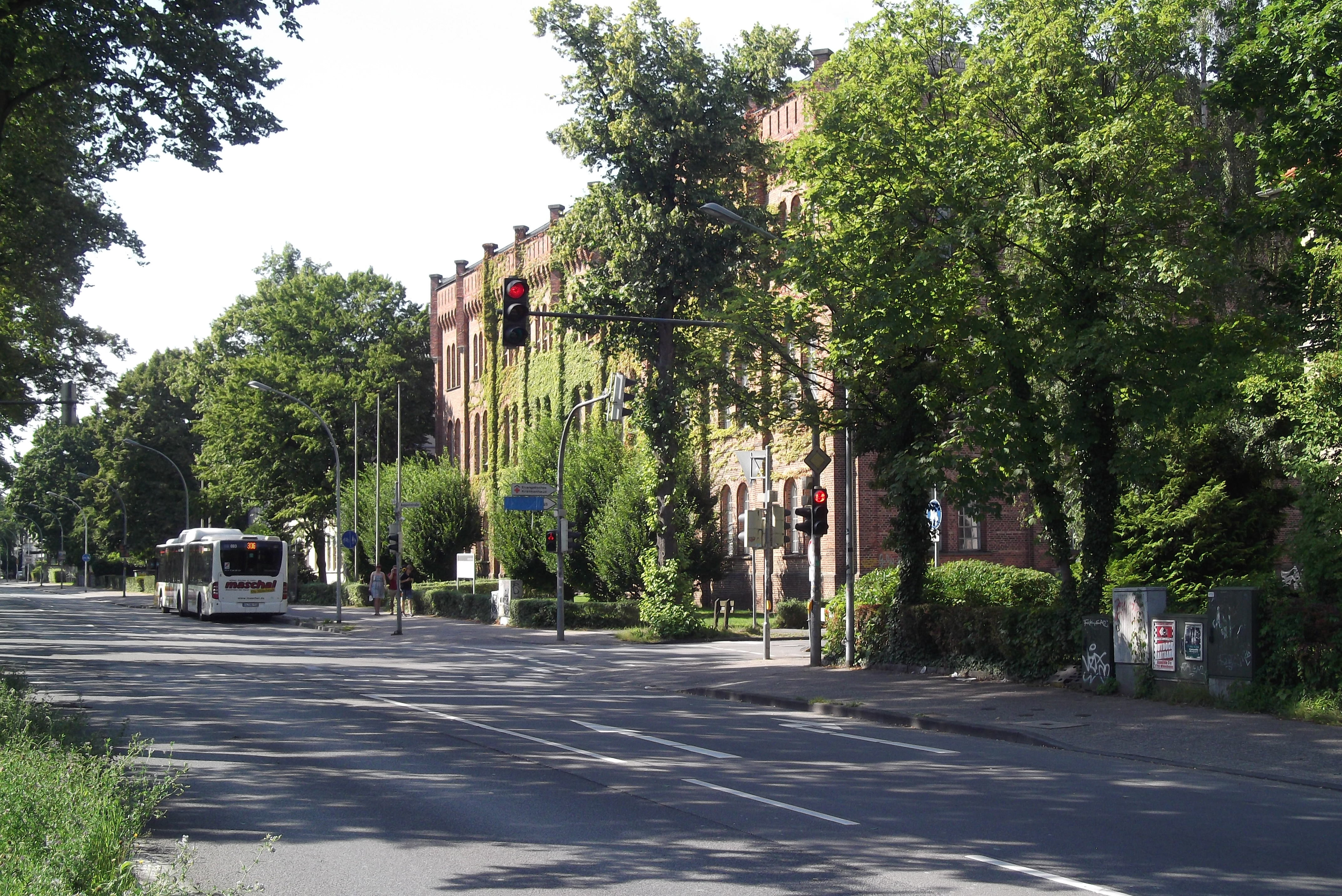
Ehemalige Artilleriekaserne Oldenburg. Bis 2011 Hauptfeuerwehrwache Oldenburg

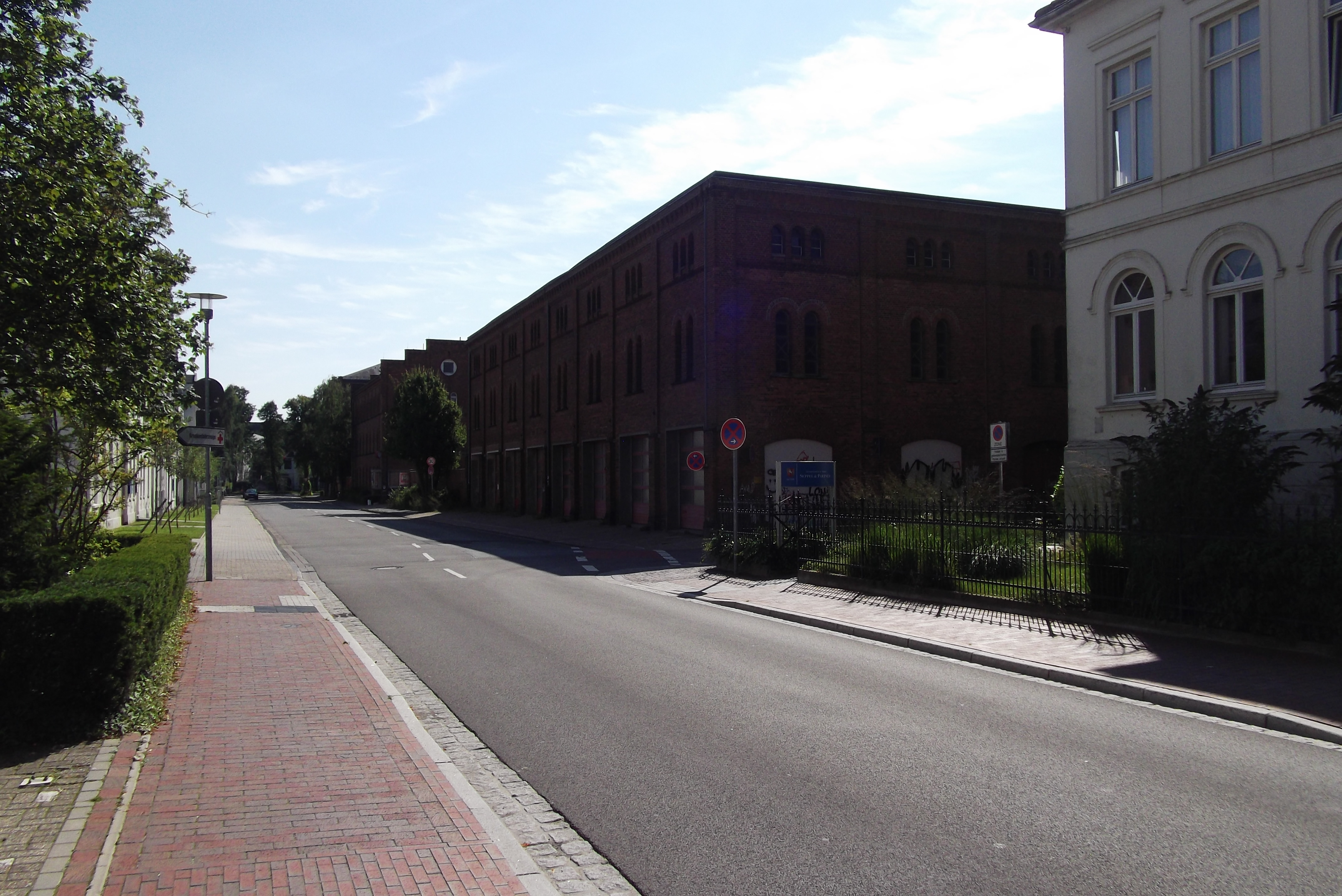
Ehemalige Artilleriekaserne und Zeughaus Oldenburg. Bis 2011 Hauptfeuerwehrwache Oldenburg

Aus der Zeit von Graf Anton Günther ist nachgewiesen, dass die oldenburgische Artillerie zeitweise 173 metallene Stücke vom 1-Pfünder bis zum 36-Pfünder umfasste. In der nachfolgenden Dänenzeit von 1667 bis 1777 war Oldenburg als Festung ausgebaut und verfügte über einen großen Artilleriebestand, über den aber bislang keine genauen Angaben vorhanden sind.
Anlässlich der Belagerung von Mezières am 15. Juli 1815 wurden dem Regiment Oldenburg unter Oberst Wilhelm Gustav Friedrich Wardenburg von Fürst Blücher zwei Geschütze überwiesen. Zu diesen beiden Geschützen kamen 1820 zwei weitere hinzu, die König Friedrich Wilhelm III. von Preußen Herzog Peter Friedrich Ludwig als Anerkennung für die Dienste im Feldzug von 1815 schenkte. Diese vier Kanonen standen (vermutlich bis 1919) vor der Schlosswache und der Kaserne des Infanterie-Regiments Nr. 91.
1821 erhielt das oldenburgische Militärkontingent des Deutschen Bundes acht 6-Pfünder, die in Dresden gegossen worden waren, und drei 8-Pfünder Haubitzen. Aber erst am 8. Oktober 1830 wurde die oldenburgische Artillerie auf Veranlassung von Großherzog Paul Friedrich August als Großherzoglich Oldenburgische Artillerie-Kompanie gegründet. Innerhalb der Oldenburgisch-Hanseatischen Brigade übernahm Oldenburg ab 1834 das Artilleriekontingent. 1841 wurde eine 2. Artillerie-Kompanie aufgestellt. Offenbar dadurch erhielt die Artillerie nun den Namen Großherzoglich Oldenburgisches Artillerie-Korps.
1848 nahm das Artillerie-Korps als Teil des X. Armeekorps des Bundes am Krieg gegen Dänemark teil. Am 27./28. Mai 1848 war das Korps am Gefecht in der Flensburger Förde gegen dänische Flotteneinheiten beteiligt. Am 5. September 1848 rückte die Artillerie aus Schleswig ab und traf am 23. und 26. September wieder in Oldenburg ein. 1849 wurden Teile des Korps erneut in Schleswig-Holstein eingesetzt. Am 8. Juni kam es bei Arnkiels-Oere zu einem Gefecht gegen dänische Kanonenboote.
Am Deutsch-Dänischen Krieg 1864 nahm das oldenburgische Bundeskontingent nicht teil. Ein Teil des Artilleriekorps sollte bereitgehalten werden, um Heppens, das spätere Wilhelmshaven, notfalls gegen die dänische Flotte zu verteidigen. Die Maßnahmen beschränkten sich auf einen Übungsmarsch nach Heppens und einige Übungen am Zwischenahner Meer bei Bad Zwischenahn.
Im Deutschen Krieg von 1866 nahm das Korps als Teil der Oldenburgisch-Hanseatischen Brigade teil, die der preußischen 13. Division unter August Karl von Goeben unterstellt war. Diese gehörte zur preußischen Main-Armee unter Generalleutnant von Manteuffel. Die oldenburgischen Truppen wurden durch Großherzog Nikolaus Friedrich Peter im Beisein der gesamten Großherzoglichen Familie verabschiedet. Am 24. Juni nahm das Korps an dem Gefecht bei Werbach teil und kämpfte dort gegen badische Artillerie. Am 26. Juli nahmen zwei Batterien des Korps an der Schlacht um Würzburg teil und beschossen die Festung Marienberg, trafen aber auch Teile der Innenstadt. Der Waffenstillstand wurde am gleichen Tag geschlossen.
1867 wurde die oldenburgische Artillerie aufgrund der oldenburgisch-preußischen Militärkonvention Teil des preußischen Feldartillerie-Regiments Nr. 10. Daher existierte in Oldenburg von 1867 bis zur Aufstellung des Feldartillerie-Regiments Nr. 62 im Jahr 1899 keine Artillerietruppe, so dass von einer durchgehenden Artillerietradition nicht gesprochen werden kann.

## Geschichte
Das Regiment wurde am 25. März 1899 (Stiftungstag) im Zuge der Heeresvermehrung aufgestellt und trug ursprünglich lediglich die Bezeichnung „Feldartillerie-Regiment Nr. 62“. Es wurde aus Teilen des 2. Hannoverschen Feldartillerie-Regiment Nr. 26 in Verden gebildet, dessen I. Abteilung in Oldenburg stationiert war. Diese Abteilung verblieb als I. Abteilung des neuen Regiments in Oldenburg, die II. Abteilung wurde 1903 von Verden nach Osnabrück verlegt. Der Verband bildete gemeinsam mit dem 2. Hannoverschen Feldartillerie-Regiment Nr. 26 die 19. Feldartillerie-Brigade der 19. Division.
Am 27. Januar 1902 erhielten die neu gebildeten Feldartillerie-Regimenter aus Anlass des Kaisergeburtstags Beinamen, die sich auf die Landesteile bezogen, in denen sie standen oder aus denen sie ihren Ersatz bezogen. Das Feldartillerie-Regiment Nr. 62 erhielt daher den Beinamen „Ostfriesisches“, obwohl sich seine Standorte Oldenburg und Osnabrück nicht in Ostfriesland befanden und nur ein Teil des Ersatzes aus Ostfriesland stammte. Der Regimentsstab befand sich bis zur Auflösung des Regiments am 31. Mai 1919 in Oldenburg.
Im Sommer 1900 meldeten sich zum Eintritt in das Ostasiatische Expeditionskorps zur Niederschlagung der Yi he tuan-Bewegung in China freiwillig sechs Offiziere, sechs Unteroffiziere und 18 Mann, die teilweise an verschiedenen Gefechten teilnahmen. Die Beteiligten erhielten die China-Denkmünze.
Zwischen 1904 und 1906 meldeten sich sechs Offiziere, ein Sanitätsoffizier, zwei Zahlmeisteraspiranten, acht Unteroffiziere, ein Trompeter und 15 Mann freiwillig zur Niederschlagung des Hereroaufstands in Deutsch-Südwestafrika. Es gab offenbar mehrere Tote durch Krankheiten wie Typhus. Zwar war die Anzahl der Offiziere und Unteroffiziere an den Freiwilligenmeldungen recht hoch, die der normalen Wehrpflichtigen jedoch auffallend niedrig.

### Erster Weltkrieg
Zu Beginn des Ersten Weltkriegs machte das Regiment am 2. August 1914 mobil und kam im Rahmen der 19. Division sowohl an der West- wie der Ostfront zum Einsatz:
- Vormarsch und Stellungskrieg im Westen 1914/15
- Sommerfeldzug an der Ostfront 1915
- Champagne und Chemin des Dames 1915/16
- Ostfront 1916 (Kowel)
- Abwehrschlacht im Westen 1916–1918
- Angriffskampf im Westen 1918
- Endkampf im Westen im Sommer und Herbst 1918

Am 16. Januar 1917 wurde der Verband gemäß Verordnung des Kriegsministeriums um eine III. Abteilung erweitert. Zudem integrierte man im Laufe des Krieges andere Einheiten in das Regiment, so die Leichten-Munitions-Kolonnen 944 und 1233 (vormals zum Train gehörend). Ab 28. Februar 1917 unterstand das Regiment bis Kriegsende der 238. Infanterie-Division.
Im Krieg verlor das Regiment an Gefallenen 49 Offiziere und 304 Unteroffiziere und Mannschaften; an Verwundeten 990 Mann.

### Verbleib
Vom 5. November bis 13. Dezember 1918 marschierte das Regiment von Frankreich über Belgien zurück nach Deutschland. Am 13. Dezember wurden die Jahrgänge bis 1895 entlassen und das Fahrzeug- und Pferdematerial so weit wie möglich reduziert, um Kapazitäten für den Eisenbahntransport frei zu bekommen. Vom 25. bis 27. Dezember 1918 wurde das Regiment in Zimmersrode verladen und nach Oldenburg (Regimentsstab, I. und III. Abteilung) und Osnabrück (II. Abteilung) transportiert. Am 10. Januar 1919 begann die Demobilisierung des Regiments, das am 31. Mai 1919 aufgelöst wurde.
Die Tradition übernahm in der Reichswehr durch Erlass des Chefs der Heeresleitung General der Infanterie Hans von Seeckt vom 24. August 1921 die 3. Eskadron der 6. (Preußische) Fahr-Abteilung in Osnabrück fort. In der Wehrmacht führte die I. Abteilung des Artillerie-Regiments 58 in Oldenburg die Tradition fort.

## Kommandeure
| Dienstgrad            | Name                 | Datum                                   |
| --------------------- | -------------------- | --------------------------------------- |
| Oberst                | Otto von Blanquet    | 01. April 1899 bis 21. April 1902       |
| Major/Oberstleutnant  | Alfred Krause        | 22. April 1902 bis 9. April 1906        |
| Oberstleutnant        | Hermann von Linstow  | 10. April 1906 bis 17. März 1907        |
| Oberstleutnant/Oberst | Eduard Dyes          | 18. März 1907 bis 19. März 1911         |
| Oberstleutnant/Oberst | Rudolf von Napolski  | 20. März 1911 bis 19. September 1914    |
| Oberstleutnant/Oberst | Friedrich von Krause | 20. September 1914 bis 15. Februar 1917 |
| Major                 | Hartmann             | 16. Februar 1917 bis 19. Januar 1919    |
| Oberst                | Johannes Hohnhorst   | 20. Januar bis 31. Mai 1919             |

## Uniform
Das Feldartillerie-Regiment Nr. 62 trug die Uniform nach Muster der preußischen Feldartillerie. Die 2. und 3. (Oldenburgische) Batterie führten als Nationalitätsabzeichen die blau-rote Landeskokarde des Großherzogtums sowie auf den Achselstücken bzw. Schulterklappen den Namenszug „A“ des Großherzogs Paul Friedrich August und am Helm auf der Brust des preußischen Wappenadlers einen neusilbernen Stern mit dem oldenburgischen Landeswappen in Neusilber.

## Erinnerungskultur

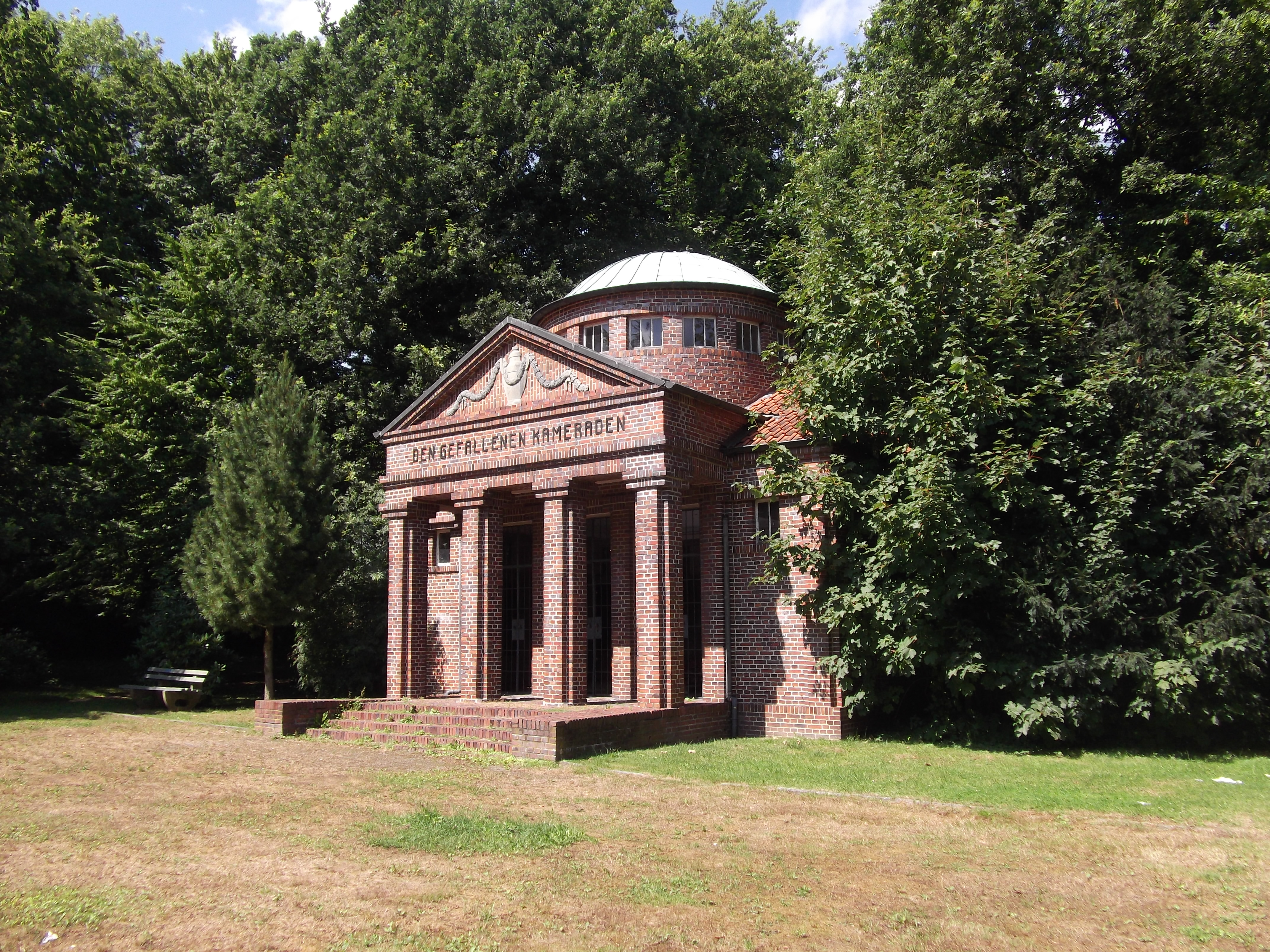
Gedenkhalle Ostfriesisches Feldartillerie-Regiment Nr. 62

Am 26. September 1921 wurde nach einem Entwurf des Oldenburger Architekten Kurt Boschen an der Ofener Straße 19 im ehemaligen Gestütsgarten eine Gedenkhalle eingeweiht, deren Architektur an das Pantheon in Rom angelehnt ist. In ihr befindet sich ein Altarstein auf zwei Stufen sowie eine dreiteilige Sandsteintafel, auf der die Namen der Gefallenen des Regiments verzeichnet sind. Die Ehren-Gedenkhalle der Oldenburger Artillerie befindet sich bis heute an der Ofener Straße nahe der Hauptfeuerwehrwache und der Jade Hochschule, Standort Oldenburg, die beide in ehemaligen Gebäuden der Oldenburgischen Artillerie untergebracht sind.
In der Stadt Oldenburg sind die Hochhauser Straße, die Würzburger Straße und die Werbach-Straße in der so genannten Gründerzeit nach dem Einsatz des Oldenburgischen Artilleriekorps im Deutschen Krieg von 1866 benannt.